# Parastaura mediobrunnea
Parastaura mediobrunnea är en fjärilsart som beskrevs av Sergius G. Kiriakoff 1962. Parastaura mediobrunnea ingår i släktet Parastaura och familjen tandspinnare. Inga underarter finns listade i Catalogue of Life.